# Мгвимеви
Мгвимеви (груз. მღვიმევი) — село в Грузии, на территории Чиатурского муниципалитета края (мхаре) Имеретия.

## География
Село находится на западе центральной части Грузии, в пределах Чиатурского плато, на правом берегу реки Квирилы, на расстоянии приблизительно 3 километров (по прямой) к северо-востоку от города Чиатура, административного центра муниципалитета. Абсолютная высота — 610 метров над уровнем моря.

## Население
По результатам официальной переписи населения 2014 года, в Мгвимеви проживало 570 человек (274 мужчины и 296 женщин). В национальной структуре населения грузины составляли 99,6 %, русские — 0,4 %.
| Год  | Население, человек |
| ---- | ------------------ |
| 2002 | 705                |
| 2014 | ↘ 570              |